# Doxepin
Doxepin là một loại thuốc dùng để điều trị rối loạn trầm cảm chính, rối loạn lo âu, nổi mề đay mãn tính và khó ngủ. Đối với phát ban, nó là một lựa chọn ít ưu tiên hơn đối với thuốc kháng histamine. Nó có tác dụng nhẹ đến trung bình cho các vấn đề về giấc ngủ. Nó được sử dụng như một loại kem trị ngứa do viêm da dị ứng hoặc viêm da thần kinh mạn tính.
Các tác dụng phụ thường gặp bao gồm buồn ngủ, khô miệng, táo bón, buồn nôn và mờ mắt. Tác dụng phụ nghiêm trọng có thể bao gồm tự tử ở những người dưới 25 tuổi, hưng cảm và bí tiểu. Một hội chứng cai thuốc có thể xảy ra nếu giảm liều nhanh chóng. Sử dụng trong khi mang thai và cho con bú thường không được khuyến khích. Doxepin là thuốc chống trầm cảm ba vòng (TCA). Mặc dù cách thức hoạt động để điều trị trầm cảm không rõ ràng, nhưng nó có thể liên quan đến việc tăng mức độ của norepinephrine, cùng với các tác dụng kháng histamine, anticholinergic và antiserotonergic của nó.
Doxepin đã được chấp thuận cho sử dụng y tế tại Hoa Kỳ vào năm 1969. Nó có sẵn như là một loại thuốc gốc. Một tháng cung cấp ở Vương quốc Anh tiêu tốn của NHS ít nhất 100 £ tính đến năm 2019. Tại Hoa Kỳ, chi phí bán buôn của số thuốc này là khoảng 23 USD. Năm 2016, đây là loại thuốc được kê đơn nhiều thứ 239 tại Hoa Kỳ với hơn 2 triệu đơn thuốc.

## Sử dụng trong y tế
Doxepin được sử dụng như một viên thuốc để điều trị rối loạn trầm cảm lớn, rối loạn lo âu và nổi mề đay mãn tính và giúp đỡ trong thời gian ngắn khi khó ngủ sau khi đi ngủ (một dạng mất ngủ). Là một loại kem, nó được sử dụng để điều trị ngắn hạn ngứa do viêm da dị ứng hoặc viêm da thần kinh mạn tính.